# Антонов, Дмитрий Константинович (флейтист)
Дмитрий Константинович Антонов (2 ноября 1946, Покровское, Мамадышский район, ТАССР, СССР — 23 июля 2007, Казань, Татарстан, Российская Федерация) — советский и российский флейтист, педагог. Заслуженный артист Республики Татарстан (1992).

## Биография
Д. К. Антонов обучался игре на флейте под руководством Льва Моисеевича Шлеймовича, а в 1966 году окончил Казанское музыкальное училище по классу Александра Ефремовича Геронтьева — ученика Л. М. Шлеймовича.
Д. К. Антонов работал артистом оркестра Татарского академического театра оперы и балета (1963-1968), а также солистом группы флейт и группы ударных инструментов Государственного симфонического оркестра ТАССР (1968-1969). В 1969-1981 Д. К. Антонов преподавал в музыкальных училищах Альметьевска и Нижнекамска.
В 1976 году Д. К. Антонов окончил Казанскую государственную консерваторию по классу А. Е. Геронтьева.
 В 1981-1983 Д. К. Антонов работал в музыкальном училище Казани. В 1981-2007 годах Д. К. Антонов преподавал в Казанской консерватории на кафедре духовых инструментов, где вёл специальный класс флейты. Д. К. Антонов выступил одним из основателей, солистом и художественным руководителем ансамбля старинной музыки «Барокко» Казанской консерватории. Д. К. Антонов также был преподавателем флейты в Средней специальной музыкальной школе при Казанской консерватории. В 1996-1997 Д. К. Антонов заведовал кафедрой духовых и ударных инструментов Казанской консерватории, а в 2003-2007 преподавал и на кафедре камерного ансамбля консерватории.

## Деятельность
Д. К. Антонов владел большим флейтовым репертуаром и участвовал в многочисленных премьерных исполнениях камерной ансамблевой музыки Р. Калимуллина, Л. Любовского, А. Миргородского, И. Якубова и других композиторов Татарстана.
Д. К. Антонов выступал на фестивалях, пленумах и съездах Союза композиторов Татарстана, а также участвовал в международных фестивалях: 
- Современной музыки (Кишинёв, 1991)
- Молодых композиторов (Санкт-Петербург, 1990)
- «Европа – Азия» (Казань)[7]

Д. К. Антонов являлся членом жюри региональных конкурсов исполнителей на духовых инструментах (Чебоксары, 1990; Казань, 1993, 1996), и был также председателем Республиканских методических чтений (1990, 1992, 1996).
За годы преподавательской деятельности Д. К. Антонов подготовил многих видных флейтистов, работающих в России и Европе, среди которых — Анна Смирнова, Венера Порфирьева, Владислав Захаров, Сергей Помясов, Татьяна Соколова, Ляйсан Айнатуллова, Андрей Костягин.

## Труды
Д. К. Антонов являлся редактором сборников произведений для флейты, подготовленных и опубликованных в издательстве Казанской государственной консерватории, включая:
- А. С. Миргородский. Произведения для флейты-соло и флейты с фортепиано; составление и музыкальная редакция Д. К. Антонова. Казань, 2000  — 500 экз. — ГРНТИ 18.41.45 УДК Ф ББК 85.3
- Ave Maria: для инструментального трио (флейта, виолончель, фортепиано) / Транскрипция А. Миргородского; составление и музыкальная редакция Д. К. Антонова. Казань, 2006[7] — 500 экз. — ISBN 5-85401-071-2 — ГРНТИ 18.41.45 УДК IIIфп ББК 85.3

## Награды и звания
- Заслуженный артист Республики Татарстан (1992)[7]